# سرب (II) سولفید
سرب (II) سولفید یک ترکیب معدنی متشکل از سرب وگوگرد است.